# Diocesi di Siret

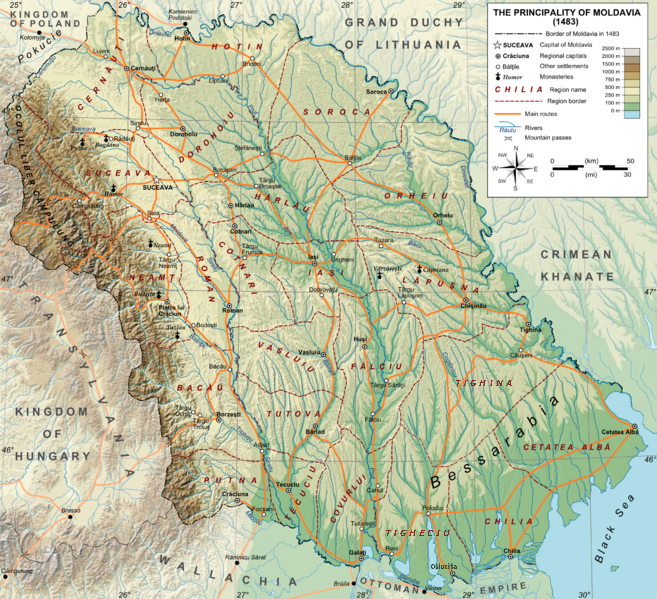
Mappa del Principato di Moldavia nel 1483.

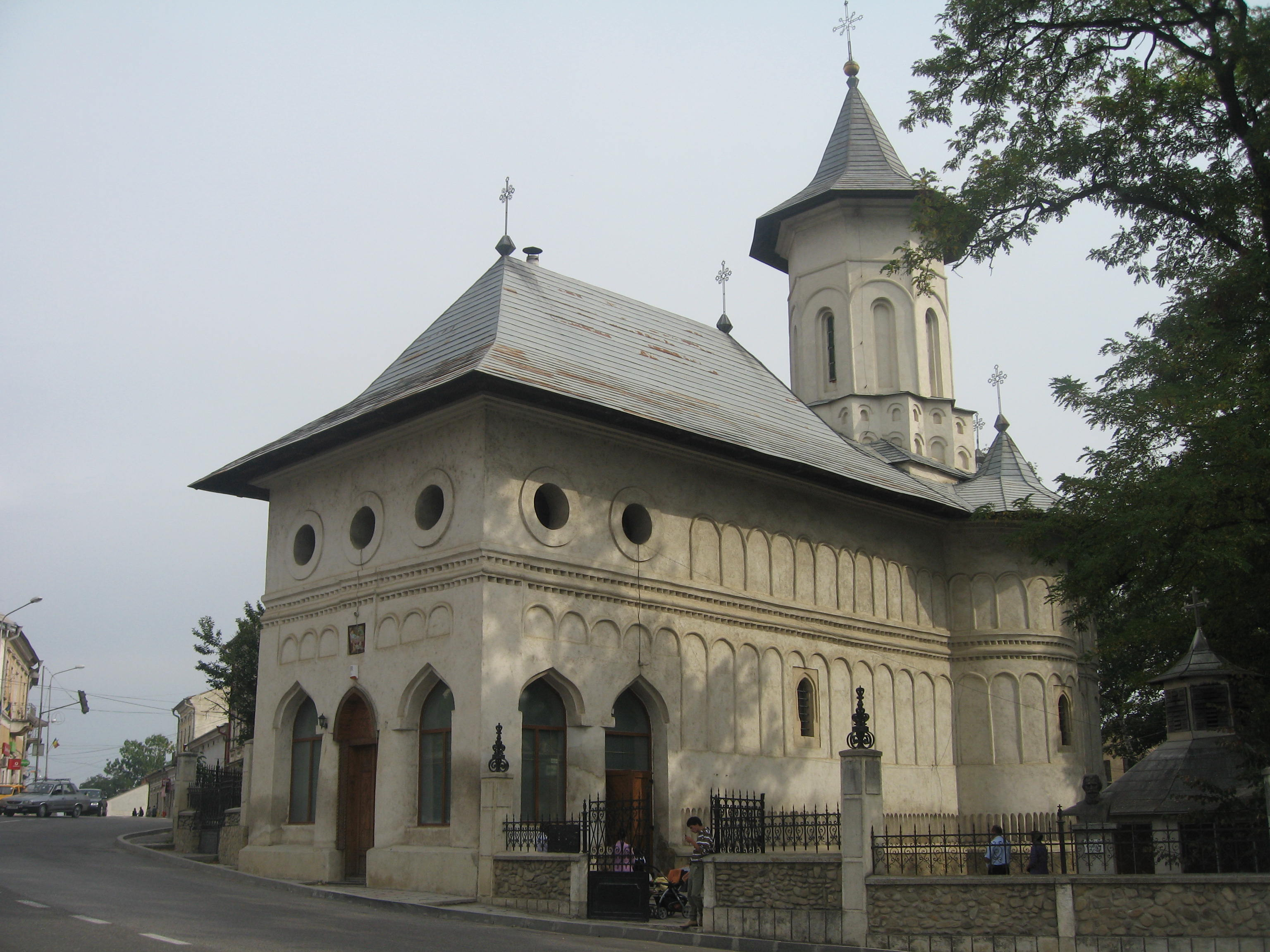
L'attuale chiesa di San Giovanni Battista a Siret, edificata nel XVII secolo, forse sui resti dell'antica cattedrale latina.

La diocesi di Siret (in latino: Dioecesis Ceretensis) è una sede soppressa della Chiesa cattolica in Romania.

## Storia
In seguito all'attività missionaria condotta a partire dal XIII secolo dagli Ordini mendicanti francescani e domenicani, nei territori dell'odierna Romania si svilupparono diverse comunità cattoliche di rito latino. Questo indusse la Santa Sede ad erigere delle sedi episcopali, in particolare a sud e ad est dei Carpazi, ossia in Valacchia ed in Moldavia, per lo più di durata effimera. Tra queste, la diocesi di Siret.
Il movimento verso il cattolicesimo di popolazioni tradizionalmente legate all'ortodossia fu favorito nella seconda metà del XIV secolo dal particolare contesto storico. Gli Ottomani infatti, sbarcati in Europa, avevano accerchiato la capitale Costantinopoli, conquistando le città ed i territori circostanti, tra cui Adrianopoli (l'odierna Edirne) nel 1360. Gli imperatori attuarono una politica di avvicinamento, anche religioso, all'Occidente cattolico, per ottenerne in cambio aiuto militare.
Le medesime tendenze unioniste si riscontrano anche in Moldavia, che con Bogdan I aveva ottenuto l'indipendenza nel 1359. Il fondatore del principato moldavo cercò aiuto e protezione nella Polonia, che inviò in cambio missionari latini, francescani (che fondarono un monastero a Siret nel 1340) e domenicani.
Il successore di Bogdan I, Laţcu (1365-1373) accentuò la politica religiosa di suo padre ed inviò una delegazione a Roma con la promessa di convertirsi al cattolicesimo con tutto il suo popolo e per ottenere da papa Urbano V l'invio di missionari latini e l'erezione di una diocesi nella capitale del Principato, Siret. Con la lettera apostolica Summi dispositione rectoris del 31 luglio 1370 il papa ordinò all'arcivescovo di Praga e ai vescovi di Breslavia e di Cracovia di verificare la sincerità della conversione di Laţcu e, se necessario, di completare la sua formazione religiosa. Agli stessi vescovi concedeva il potere di erigere la diocesi e di delimitare i suoi confini al regno moldavo. Il 25 gennaio 1372 papa Gregorio XI si felicitava con il principe per la sua conversione, malgrado la moglie fosse rimasta ortodossa.
Non esiste un documento ufficiale di fondazione della diocesi, che, all'inizio, era immediatamente soggetta alla Santa Sede; quando nel 1412 fu eretta l'arcidiocesi di Leopoli, ne divenne suffraganea. Primo vescovo fu il francescano polacco Andrzej Jastrzębiec, nominato il 9 maggio 1371 e consacrato dall'arcivescovo di Cracovia Floriano. La cattedrale, dedicata a San Giovanni Battista, fu fatta edificare dalla regina Margherita, cattolica e imparentata con la famiglia reale ungherese, che nel 1377 aveva chiamato i Domenicani a Siret.
Il filo-cattolicesimo del principe Laţcu si scontrò tuttavia con l'opposizione del clero ortodosso. Questo determinò un affievolimento dello spirito unionista; gruppi di cattolici, di numero assai ridotto, si trovavano soprattutto nel nord della Moldavia, ai confini con la Polonia e l'Ungheria. Nel 1372 lo stesso vescovo Andrzej fu nominato amministratore dell'arcidiocesi di Halyč; abbandonò Siret e non ci sono prove che ci sia mai più tornato. Anche i vescovi successivi, tutti polacchi, risiedettero più in Polonia che in Moldavia. Il papa dovette ingiungere a Stefan Martini il divieto assoluto di celebrare pontificali fuori dalla sua diocesi; tuttavia non sembra vi abbia mai messo piede, tanto che nel 1396 fu nominato ausiliare di Cracovia, pur mantenendo il suo titolo di Siret.
Nel 1413, a causa dello scisma d'Occidente, furono nominati due vescovi, Mikołaj Venatoris e Tomasz Grueber. Nel 1434 fu nominato un vescovo Giovanni (Jan III), la cui elezione avvenne per la morte di Nicholas, ossia Mikołaj Venatoris, che evidentemente fu l'unico vescovo confermato nella competizione con il rivale Tomasz Grueber. Eubel ha trovato negli archivi vaticani la nomina di un altro Giovanni (Jan II) nel 1420; ma lo stesso storico tedesco dubita dell'autenticità di quest'atto e che si riferisca a Siret, per le pessime condizioni in cui versava il documento originale.
Nel 1388 il principe Petru I aveva trasferito la capitale da Siret a Suceava, e questo contribuì alla crisi della diocesi di Siret, che di fatto fu soppressa nella prima metà del XV secolo: ultimo vescovo, Jan III, venne nominato il 29 gennaio 1434. Tuttavia, dal 1418 circa, la Santa Sede aveva eretto un'altra diocesi moldava, quella di Baia.

## Cronotassi dei vescovi
- Andrzej Jastrzębiec (Andrea di Cracovia), O.F.M. † (9 maggio 1371 - 12 marzo 1388[2] nominato vescovo di Vilnius)
- Jan I (Giovanni Sartorius)† (1388 - 1394 deceduto)
- Stefan Martini (Zajacsek), O.P. † (8 giugno 1394 - 10 gennaio 1412 deceduto)
- Mikołaj Venatoris, O.E.S.A. † (5 marzo 1413 - ?)
- Tomasz Grueber (Ebner), O.P. † (31 luglio 1413 - ?)
- Jan II ? † (4 settembre 1420 - dopo l'8 gennaio 1422)
- Jan III, O.F.M. † (29 gennaio 1434 - ?)